# Урбана (Илиноис)
Урбана (енгл. Urbana) град је у америчкој савезној држави Илиноис. По попису становништва из 2010. у њему је живело 41.250 становника.

## Демографија
Према попису становништва из 2010. у граду је живело 41.250 становника, што је 4.855 (13,3%) становника више него 2000. године.
| Група             | 2000.          | 2010.          |
| Белци             | 23.811 (65,4%) | 23.809 (57,7%) |
| Афроамериканци    | 5.218 (14,3%)  | 6.726 (16,3%)  |
| Азијати           | 5.181 (14,2%)  | 7.328 (17,8%)  |
| Хиспаноамериканци | 1.288 (3,5%)   | 2.165 (5,2%)   |
| Укупно            | 36.395         | 41.250         |